# Kenny Dope
Kenny "Dope" Gonzalez, bedre kendt som Swing Kids er en house-producer fra USA.